# Pentinletonaukko
Pentinletonaukko är en fjärd i Finland. Den ligger i landskapet Egentliga Finland, i den sydvästra delen av landet, 220 km väster om huvudstaden Helsingfors.
Pentinletonaukko avgränsas av Pentinletot i norr, Vähä-Kiuskeri i öster, Tulusrauta i söder och Vähä Rieputa i väster. Den ansluter till Sammonaukko i nordöst och Vekaranaukko i nordväst.